# Río Frío (Costa Rica)
Der Río Frío ist ein Fluss im Norden Costa Ricas, in der Provinz Alajuela. Die letzten Kilometer vor der Mündung fließt er durch nicaraguanisches Staatsgebiet.
Er entspringt am Fuße des Vulkans Tenorio, durchfließt die Lagune des Naturschutzgebiets Caño Negro und mündet in den Nicaraguasee, direkt bei dessen Abfluss in den Río San Juan.